# 힐데가르트 슈라더
힐데가르트 "힐데" 슈라더(독일어: Hildegard "Hilde" Schrader, 1910년 1월 4일 - 1966년 3월 23일 )는 독일의 수영 선수로 1928년 하계 올림픽 200m 평영에서 우승했다. 그녀는 1927년 유럽 선수권 대회 200m 평영에서 우승했다. 그녀는 평영 부문에서 2개의 세계 기록을 세웠다. 그녀는 1994년에 국제 수영 명예의 전당에 헌액되었다.

## 인물 정보
슈라더는 1910년에 스타스푸르트에서 태어났다. 그녀는 1927년 유럽 수영 선수권 대회 200m 평영에서 우승했다.
그녀는 1928년 암스테르담 하계 올림픽 200m 평영에서 금메달을 획득했다.

## 참조
1. ↑  힐데가르트 슈라더 보관됨 2014-04-13 - 웨이백 머신. sports-reference.com